# Anatol Petrytsky
Anatol Petrytsky, né le 31 janvier (12 février) 1895 à Kiev, mort le 6 mars 1964, à Kiev, est un artiste peintre, décorateur de théâtre et concepteur de livres ukrainien.

## Biographie
Anatol Petrytsky naît à Kiev en 1895, le 31 janvier selon le calendrier julien, le 12 février selon le calendrier grégorien. Il est le fils d'un cheminot. 
Il étudie de 1912 à 1918 à l'école d'art de Kiev. Il est élève de Fédir Krytchevsky. Dans le même temps, il étudie aussi à l'atelier d'Alexandre Murashko. 
En 1916, Anatol Petrytsky réalise ses premiers décors de théâtre, au théâtre Molodyi, où il travaille jusqu'en 1919. Il est aussi le principal artiste décorateur pour le Jeune Théâtre, dirigé par Les Kourbas, de 1917 à 1919, et il participe au décor de la majorité des représentations théâtrales, y compris Automne, Candida, Flooded Bell et Christmas Vertep. Il travaille aussi pour le premier théâtre Shevchenko de la RSS d'Ukraine, et pour le Franko New Drama Theatre.
Il est en 1927 l'un des fondateurs de l'organisation futuriste Nouvelle Génération, avec les écrivains Geo Shkurupii, Dmitry Buzk, Leonid Skrypnyk, Oleksiy Poltoratsky et Oleksii Vlizko, et avec l'artiste Vadym Meller.
Anatol Petrytsky est le principal artiste décorateur du premier théâtre dramatique d'État de la RSS d'Ukraine et du drame musical ukrainien à Kiev. Il conçoit également des livres et des magazines. Il rejoint les associations littéraires White Studio en 1918 et Flamingo en 1919.
Le tableau Disabled de Anatol Petrytsky est présenté à la Biennale de Venise de 1930, et y reçoit une note élevée. Il voyage ensuite en Amérique pendant plusieurs années dans le cadre d'une exposition de peinture, dont beaucoup ont été écrites par la presse européenne.
Il conçoit également les décors du théâtre du Bolchoï à Moscou, du théâtre Malyi, de l'opéra d'Alma-Ata en 1942-1943, et à l'opéra de Kiev entre 1945 et 1959.
Anatol Petrytsky meurt le 6 mars 1964. Il est enterré au cimetière Baykovoye à Kiev. Sa pierre tombale était en bronze, œuvre du sculpteur G.N. Kalchenko, et installée en 1970.

## Style et œuvres
En peinture, le style de Petrysky est d'abord nettement influencé par le cubisme et le futurisme.
Dans les décors qu'il crée pour le théâtre, il associe souvent les moyens conventionnels aux éléments traditionnels ukrainiens. 
Poussé à respecter les normes du réalisme soviétique imposé, il continue cependant d'ajouter une coloration nationale ukrainienne dans ses costumes et ses décors.
Plus de 500 œuvres des décors de Petrytsky appartiennent à la collection du Musée du théâtre, de la musique et du cinéma d'Ukraine. Plusieurs autres de ses œuvres sont conservées au Musée national d'art d'Ukraine.

## Distinctions
- Prix Staline
- Praticien émérite des Arts de l'Ukraine
- Artiste du peuple de l'URSS
- Ordre de la Guerre patriotique de 1re classe
- Ordre de Lénine
- Médaille du Mérite au travail de la Grande Guerre patriotique
- Ordre du Drapeau rouge du Travail